# Alex Soto
Alex Soto (Tijuana, Baja California; 15 de febrero de 1984) es un artista marcial mixto mexicano retirado que compitió en las divisiones de peso gallo y peso pluma. Fue el primer campeón gallo en la historia de Ultimate Warrior Challenge México.

## Carrera de artes marciales mixtas

### Ultimate Warrior Challenge México
Con tres peleas ganas al hilo, Soto llegó a la Ultimate Warrior Challenge México el 13 de febrero de 2010 en UWC México 5, derrotando a Henry Briones por decisión dividida.

#### Campeonato de Peso Gallo de UWC
El 24 de abril de 2010 en UWC México 6, Soto enfrentó a Rafael Salomão en un combate para coronar al primer campeón gallo de la promoción, donde salió vencedor tras repetidos golpes en la cabeza de su oponente.
Soto se enfrentó a Brady Harrison por el título el 26 de mayo de 2011 en UWC México 9. Ganó la pelea por sumisión en el segundo asalto para mantenerse como campeón. Posteriormente, dejó vacante el título.

### Ultimate Fighting Championship
Después de una pelea en Japón para la promotora DEEP, Soto fue fichado por la Ultimate Fighting Championship (UFC) en septiembre de 2011.
Soto debutó con UFC enfrentándose a Michael McDonald el 19 de noviembre de 2011 en UFC 139. Perdió la pelea con un soberbio KO a los 56 segundos del primer asalto.
Se tenía previsto que Soto enfrentara a Azamat Gashimov el 15 de mayo de 2012 en UFC on Fuel TV 3. No obstante, Gashimov tuvo una lesión que llevo a Francisco Rivera ocupar su lugar en ese mismo evento. Soto perdió la pelea por decisión unánime.
Tras esto, Soto fue liberado de su contrato con la promoción.

## Campeonatos y logros
- Ultimate Warrior Challenge México
  - Campeonato de Peso Gallo de UWC (una vez, primero)

## Récord en artes marciales mixtas
| Récord profesional | Récord profesional | Récord profesional |
| 12 peleas          | 8 victorias        | 3 derrotas         |
| ------------------ | ------------------ | ------------------ |
| Nocaut             | 3                  | 1                  |
| Sumisión           | 3                  | 0                  |
| Decisión           | 2                  | 2                  |
| Empate             | 1                  | 1                  |

| Resultado | Récord | Oponente         | Método                    | Evento                                           | Fecha                    | Ronda | Tiempo | Localización                     | Notas                                                                |
| --------- | ------ | ---------------- | ------------------------- | ------------------------------------------------ | ------------------------ | ----- | ------ | -------------------------------- | -------------------------------------------------------------------- |
| Victoria  | 8–3–1  | DeMarcus Brown   | Decisión (unánime)        | Bellator 170                                     | 21 de enero de 2017      | 3     | 5:00   | Inglewood, California            |                                                                      |
| Derrota   | 7–3–1  | Ricky Simon      | Decisión (unánime)        | Titan FC 35                                      | 15 de septiembre de 2015 | 3     | 5:00   | Ridgefield, Estado de Washington |                                                                      |
| Victoria  | 7–2–1  | Davonte Ford     | TKO (golpes)              | Xplode Fight Series: Cerebral                    | 19 de julio de 2014      | 1     | 1:05   | Valley Center, California        |                                                                      |
| Derrota   | 6–2–1  | Francisco Rivera | Decisión (unánime)        | UFC on Fuel TV: Korean Zombie vs. Poirier        | 15 de mayo de 2012       | 3     | 5:00   | Fairfax, Virginia                |                                                                      |
| Derrota   | 6–1–1  | Michael McDonald | KO (golpe)                | UFC 139                                          | 19 de noviembre de 2011  | 1     | 0:56   | San José, California             |                                                                      |
| Empate    | 6–0–1  | Seiji Akao       | Empate (unánime)          | Deep: 54 Impact                                  | 24 de junio de 2011      | 2     | 5:00   | Tokio                            |                                                                      |
| Victoria  | 6–0    | Brady Harrison   | Sumisión (triangle choke) | UWC México 9                                     | 26 de marzo de 2011      | 2     | 4:53   | Tijuana                          | Defendió el Campeonato de Peso Gallo de UWC. Dejó vacante el título. |
| Victoria  | 5–0    | Rafael Salomão   | TKO (golpes)              | UWC México 6                                     | 24 de abril de 2010      | 1     | 4:58   | Tijuana                          | Ganó el Campeonato de Peso Gallo de UWC.                             |
| Victoria  | 4–0    | Henry Briones    | Decisión (dividida)       | UWC México 5                                     | 13 de febrero de 2010    | 3     | 5:00   | Tijuana                          |                                                                      |
| Victoria  | 3–0    | Kenny Gattrell   | Sumisión (armbar)         | Native Fighting Championship 3                   | 30 de enero de 2010      | 1     | 0:53   | Campo, California                |                                                                      |
| Victoria  | 2–0    | Joey Bedolla     | TKO (golpes)              | International Alliance of MMA: Brawl at the Bowl | 30 de octubre de 2009    | 1     | 2:20   | San Diego                        |                                                                      |
| Victoria  | 1–0    | Chris Dixon      | Sumisión                  | Gladiator Challenge: High Impact                 | 23 de julio de 2009      | 1     | 1:00   | Pauma Valley, California         |                                                                      |